# ASD Capua Pallamano
La A.S.D. Capua Pallamano è una società di pallamano di Capua (CE).